# Bulbophyllum weberbauerianum
Bulbophyllum weberbauerianum là một loài phong lan thuộc chi Bulbophyllum.